# 레블론

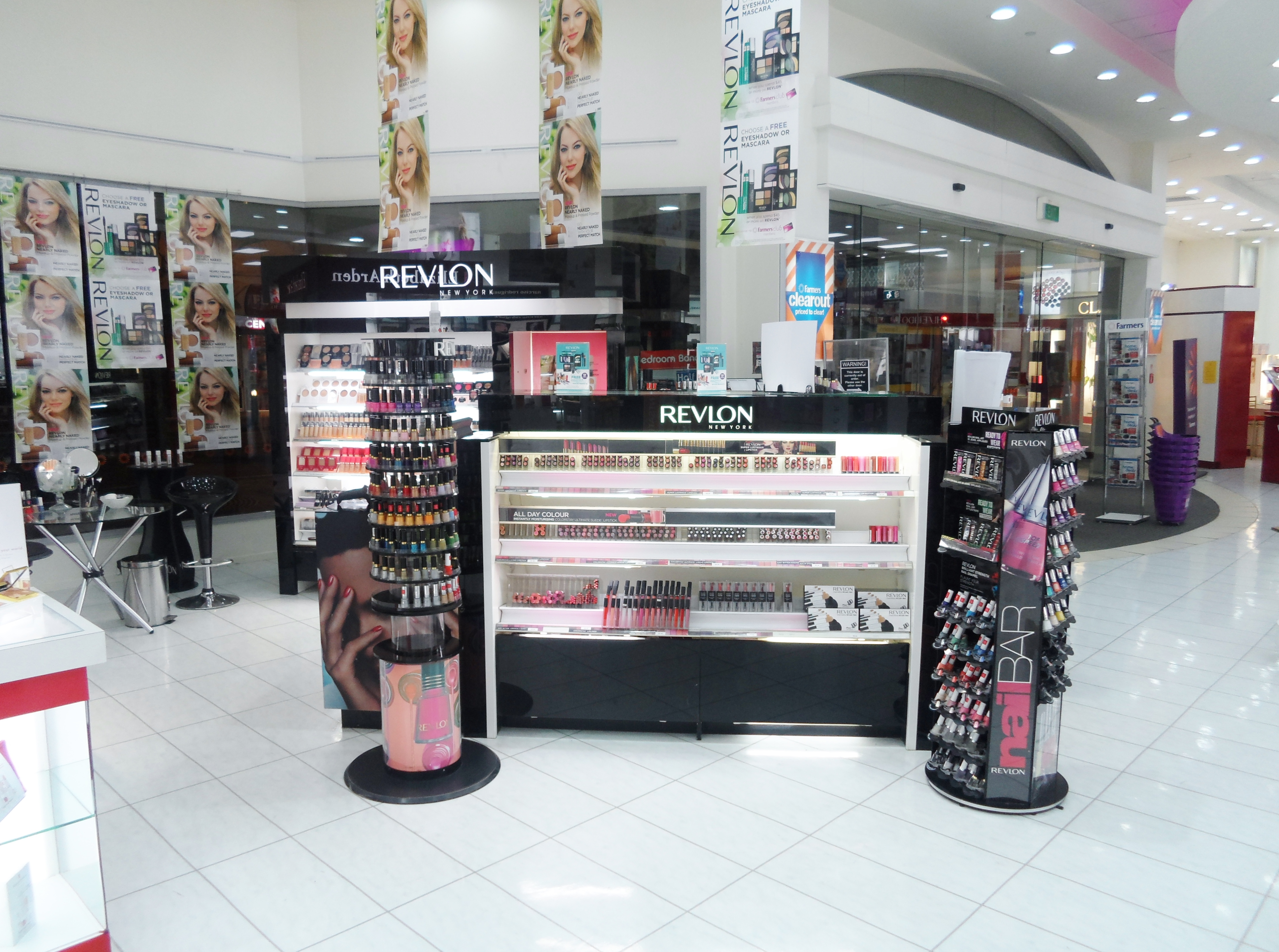

레블론(Revlon)은 미국의 화장품 브랜드이다. 1932년 뉴욕에서 찰스 레브슨과 레브슨의 형제인 조지프, 찰스 래크먼이 창업했다.